# Julio Alberto Hernández
Julio Alberto Hernández Camejo (Santiago de los Caballeros, 27 de septiembre de 1900 - Santo Domingo, 2 de abril de 1999) fue un compositor dominicano de música folclórica.

## Biografía
A muy corta edad inició sus estudios de música.Sus primeros maestros fueron, Pedro Camejo, Ramón Emilio Peralta y José Ovidio, quienes le enseñaron solfeo, saxofón y piano, respectivamente.
Con catorce años, Julio Alberto era ya saxofonista de la Banda de Música de su pueblo natal y comenzaba a destacarse con el piano.
Durante años fue pianista acompañante muy solicitado del país y compartió escenarios a través de su larga carrera con grandes figuras del canto y con virtuosos instrumentistas, entre ellos, Gabriel del Orbe, Pedro Echavarría Lazala, Antonio Paoli, Nidia Mieses, Emil Friedman y Carlos Piantini.
En 1922, junto a Luis Bonnelly (piano), Susano Polanco (tenor), Juan Francisco García (cornetín) y Luis Rívera (violín) integró un conjunto musical que se presentó con mucho éxito en Dajabón, Cabo Haitiano y MonteCristi. 
En 1924 Julio Alberto partió hacia Cuba como parte de una compañía de variedades, la French-Imperio-Valentino, y fue en La Habana, con el Maestro español Pedro San Juan, a la sazón director titular de la Orquesta Filarmónica de aquella ciudad, con quien enriqueció sus ya valiosos conocimientos de armonía y composición.
A finales de la segunda década del siglo, el Maestro Julio Alberto creó el cuadro artístico en el que se nuclearon algunos de los más destacados artistas de la época; entre ellos, Eduardo Brito, Catalina Jaquez y Miguel Ángel Jiménez.
Cuando en 1932 se fundó la Orquesta Sinfónica de Santo Domingo, Hernández fue invitado a participar en el nacimiento de aquella institución. El 19 de diciembre de 1933 dirigió uno de los primeros conciertos, ejecutando por primera vez en el país, un programa en el que se interpretó una obra completa, en este caso el concierto de Camille Saint-Saens para violonchelo y orquesta, en el que actuó como solista el intérprete ruso Bugomil Sykora.

## Obra musical
Su obra es extensa, abarcando géneros diversos y expresando siempre una genuina expresión dominicana. Al respecto, el acucioso musicógrafo Arístides Incháustegui ha escrito: "Como compositor; Julio Alberto Hernández, es un exquisito miniaturista que ha sabido utilizar sabiamente las raíces de nuestro folklore, dejando en su obra la fijación de los ritmos criollos dominicanos".
Su labor en todos los campos de la música y su humanidad le fueron reconocidas en múltiples ocasiones. En 1966 recibió del gobierno dominicano la Orden del Mérito de Duarte, Sánchez y Mella en el Grado de Oficial y la Universidad Autónoma de Santo Domingo lo declaró en 1977 Profesor Honorario de la Facultad de Humanidades, entre otras muchas condecoraciones.
Julio Alberto Hernández Camejo muere el 2 de abril de 1999.